# Mathieu Depére
Mathieu Depère, Earl, (10. oktober 1746 - 6.  december 1825) var en fransk politiker under den store franske revolution, som han overlevede. Han spillede senere en rolle i opbygningen af det franske imperium under Napoleon I.

## Politisk virke
Han blev født i Mezin den 10. oktober 1746. Han støttede de revolutionære i 1789 og blev  i 1790udnævnt til  vicepræsident for den departementale administration i Lot-et-Garonne . Den 31.  august 1791 blev han af afdelingen valgt som stedfortræder i den lovgivende forsamling. Selv om han var med i de fleste møder, spillede han dog blot en sekundær rolle. Han trak sig tilbage fra posten under Robespierres terrorregime. Som repræsentant for sit departement gav han sin fulde støtte til Napoleon Bonaparte ved kuppet af 18. brumaire. I 1814 blev han udnævnt til Kommandør af Frankrig af Ludvig XVIII. Han forblev medlem af overhuset indtil sin død og støttede i forfatningsstriden monarkisterne. Han døde den 6. december  1825 i Toulouse .